# Jere Lehtinen
Jere Kalervo Lehtinen (* 24. Juni 1973 in Espoo) ist ein ehemaliger finnischer Eishockeyspieler und derzeitiger -funktionär. Der rechte Flügelstürmer absolvierte zwischen 1995 und 2010 über 900 Spiele für die Dallas Stars in der National Hockey League, mit denen er 1999 den Stanley Cup gewann und bei denen seine Trikotnummer 26 gesperrt ist. Ferner wurde er drei Mal mit der Frank J. Selke Trophy als bester defensiver Stürmer der NHL ausgezeichnet. Mit der finnischen Nationalmannschaft wurde Lehtinen 1995 Weltmeister und gewann eine Silbermedaille bei den Olympischen Winterspielen 2006.

## Karriere
Jere Lehtinen begann seine Laufbahn als 17-Jähriger bei Kiekko-Espoo in der finnischen Profiliga SM-liiga. Da sein Heimatverein 1993 aus der SM-liiga abstieg, wechselte er zum damaligen Topklub TPS Turku. Bei TPS spielte er zusammen mit Saku Koivu in einer Reihe und gewann mit seinem Team die Hauptrunde der SM-liiga, scheiterte aber im Playoff-Finale an Jokerit Helsinki. In der folgenden Spielzeit erreichte TPS mit Lehtinen den Gewinn der finnischen Meisterschaft. Nach diesem Erfolg unterschrieb er einen Vertrag bei den Dallas Stars, deren Franchise – damals noch als Minnesota North Stars aktiv – ihn beim NHL Entry Draft 1992 in der vierten Runde ausgewählt hatte.
Nach nur einem Spiel für das Farmteam der Stars, die Michigan K-Wings, wurde der Finne in den NHL-Kader berufen und gehörte fortan fest zu diesem. In den folgenden drei Jahren etablierte er sich im Team und in der Liga. Am Ende der Spielzeit 1996/97 wurde der Stürmer das erste Mal für die Frank J. Selke Trophy als bester Defensiv-Stürmer der Liga nominiert. Die folgende Saison verlief noch erfolgreicher für Lehtinen, als er am 48. National Hockey League All-Star Game teilnahm und zu Saisonende mit der Selke-Trophy ausgezeichnet wurde. Im Sommer 1998 verpflichteten die Stars den rechten Flügelstürmer Brett Hull. Da dieser mit Center Mike Modano und Lehtinen in einer Reihe spielen sollte, wechselte Lehtinen die Seite und spielte in den folgenden Jahren auf dem linken Angriffsflügel. Die Spielzeit 1998/99 verlief sehr erfolgreich für sein Team, da es in das Playoff-Finale um den Stanley Cup einzog. Dort traf es auf die Buffalo Sabres, die nach sechs Spielen mit 4:2 besiegt wurden. Lehtinen steuerte im letzten Spiel je ein Tor und einen Assist bei, zudem setzte er neue persönliche Rekordmarken und gewann erneut die Selke-Trophy. Damit war zu diesem Zeitpunkt erst der dritte Spieler der NHL-Geschichte, der die Trophäe verteidigen konnte.
Die Spielzeit 1999/2000 war für den Außenstürmer von Verletzungen geprägt. Er absolvierte insgesamt nur 17 Spiele der regulären Saison, da er sich unter anderem eine Ellenbogenfraktur zuzog, die operiert werden musste. Erst in den Playoffs war er wieder voll einsatzfähig und half den Stars bis in das Playoff-Finale, in denen diese den New Jersey Devils unterlagen. Nach den vielen Verletzungen konnte Lehtinen in der folgenden Spielzeit erneut seine Klasse unter Beweis stellen und trug mit 45 Scorerpunkten zum Erreichen der Playoffs bei.
Die Saison 2001/02 verlief für den defensiv ausgerichteten Flügelstürmer erfolgreich, obwohl die Stars die Playoffs verpassten. Er erzielte 25 Tore und 24 Assists, hatte eine positive Plus/Minus-Statistik von 27, wurde erneut zum All-Star-Game eingeladen, dass er verletzungsbedingt absagen musste, und wurde sowohl für die Lady Byng Memorial Trophy, als auch die Selke-Trophy nominiert. Letztendlich belegte er den siebten Platz bei der Wahl zur Bing-Trophy und Platz zwei bei der Selke-Trophy. All diese persönlichen Erfolge konnte er in der folgenden Spielzeit noch übertreffen. Mit 31 Toren war er der beste Torschütze der Stars und setzte einen neuen persönlichen Rekord. Seine Plus/Minus-Statistik von +39 war die beste der Stars und die viertbeste der gesamten NHL, so dass er erneut für die Selke-Trophy nominiert wurde. Diese gewann er am Saisonende und ist damit erst der dritte NHL-Spieler, der dreimal diese Auszeichnung erhielt.
In den folgenden zwei Jahren hatte er mit Knieverletzungen zu kämpfen und konnte diese während des Lockouts in der NHL-Saison 2004/05 auskurieren. Mit gesunden Knien wurde er in der Spielzeit 2005/06 wieder zum Führungsspieler der Stars und erzielte dabei 33 Tore. Erneut wurde er für die Selke-Trophy nominiert, belegte aber nur Platz drei in der Abstimmung. Das folgende Spieljahr verlief weniger erfolgreich, da er nur 26 Tore in der regulären Saison erreichte, die Stars in der ersten Playoff-Runde besiegt wurden und der Finne in dieser keinen Scorerpunkt erzielte. Erfolgreicher begann für in die Saison 2007/08, als er in den ersten 21 Spielen sechs Tore und 13 Assists erzielen konnte. Danach erlitt er eine Leistenverletzung. Dadurch konnte er erst im Februar 2008 wieder ins Spielgeschehen eingreifen und erreichte mit seinem Team das Western-Conference-Finale gegen den späteren Meister, die Detroit Red Wings. In der Serie über maximal sieben Spiele zog er sich eine Beinverletzung zu, so dass er die letzten vier Spiele gegen Detroit verpasste.
Die Spielzeit 2008/09 begann, wie die vorhergehende endete – mit einer Verletzung – Anfang Oktober 2009. Insgesamt verpasste er 34 NHL-Partien und kam so nur auf 24 Scorerpunkte, während die Dallas Stars die Playoffs verpassten. Ende Juni 2009 erhielt er von seinem Franchise einen neuen Einjahresvertrag und beendete anschließend, nach der Spielzeit 2009/10, seine aktive Karriere. Zu diesem Zeitpunkt belegte er hinter Mike Modano und Sergei Subow Rang drei der ewigen Scorerliste des Teams, während bis dato nur Modano (1142) mehr Spiele in der regulären Saison als Lehtinen (875) für die Stars bestritten hatte.
Am 24. November 2017 ehrten die Dallas Stars ihren ehemaligen Spieler, indem sie seine Trikotnummer 26 für die weitere Vergabe sperrten. Lehtinen war der erste finnische Spieler, der sowohl den Stanley Cup als auch eine Goldmedaille bei der Eishockey-Weltmeisterschaft gewann.

### International
Jere Lehtinen begann früh in seiner Karriere, sein Heimatland bei internationalen Titelkämpfen zu vertreten. 1990 nahm er an der U18-Junioren-Europameisterschaft teil, bei der er mit der U18-Auswahl Finnlands den vierten Platz belegte. Ein Jahr später spielte er sowohl bei der U18-Junioren-EM, als auch bei der U20-Weltmeisterschaft. 1992 spielte er erneut für die U20-Auswahl bei der Weltmeisterschaft, bevor er seine erste Nominierung für die Herrennationalmannschaft erhielt und bei der Weltmeisterschaft 1992 antrat. Dort gewann er als 19-Jähriger mit der Auswahlmannschaft die Silbermedaille.
Es folgten weitere Teilnahmen an Weltmeisterschaften, Olympischen Winterspielen und World-Cup-of-Hockey-Turnieren. Zu den größten Erfolgen seiner Karriere gehört der Gewinn der Goldmedaille bei der Weltmeisterschaft 1995, wobei er mit Saku Koivu und Ville Peltonen in einer Angriffsformation spielte, die komplett in das All-Star-Team des Turniers gewählt wurde. Weitere große Erfolge waren die drei olympischen Medaillen, die er 1994 (Bronze), 1998 (Bronze) und 2006 (Silber) gewann.

### Als Funktionär
Seit 2014 fungiert Lehtinen regelmäßig als General Manager der finnischen Nationalmannschaft bei größeren Turnieren, wie beispielsweise Weltmeisterschaften. Im Dezember 2017 wurde bekannt, dass Lehtinen zu den sechs Neuaufnahmen in die IIHF Hall of Fame im Jahr 2018 gehört.

## Spielweise
Besonders zeichnet ihn seine Defensivstärke aus, für die er dreimal die Frank J. Selke Trophy als bester defensiv ausgerichteter Angreifer der NHL erhielt. Dabei ist sein Spiel körperbetont, aber ausgesprochen fair. Neben seinem ausgezeichneten Defensivverhalten entwickelte er im Laufe der Jahre auch sehr gute Offensivqualitäten, so dass er mehrfach bester Torschütze der Stars war.

## Erfolge und Auszeichnungen
| - 1993 SM-liiga All-Rookie-Team - 1993 Europapokal-Gewinn mit TPS Turku - 1994 Topscorer der SM-liiga-Playoffs - 1994 Bester Torschütze der SM-liiga-Playoffs - 1994 Bester Torschütze des Europapokals - 1995 Finnischer Meister mit TPS Turku - 1995 SM-liiga All-Star-Team - 1995 Fairster Spieler der SM-liiga - 1996 NHL-Rookie des Monats Februar | - 1998 Teilnahme am NHL All-Star Game - 1998 Frank J. Selke Trophy - 1999 Stanley-Cup-Gewinn mit den Dallas Stars - 1999 Frank J. Selke Trophy - 2002 Teilnahme am NHL All-Star Game (verletzungsbedingte Absage) - 2003 Frank J. Selke Trophy - 2011 Aufnahme in die Finnische Eishockey-Ruhmeshalle - 2017 Sperrung der Trikotnummer 26 durch die Dallas Stars - 2018 Aufnahme in die IIHF Hall of Fame |

### International
| - 1991 Bronzemedaille bei der U18-Junioren-Europameisterschaft - 1991 Bester Spieler der U18-Junioren-Europameisterschaft - 1992 Silbermedaille bei der Weltmeisterschaft - 1994 Bronzemedaille bei den Olympischen Winterspielen - 1994 Silbermedaille bei der Weltmeisterschaft - 1995 Goldmedaille bei der Weltmeisterschaft | - 1995 All-Star-Team der Weltmeisterschaft - 1998 Bronzemedaille bei den Olympischen Winterspielen - 2004 Zweiter Platz beim World Cup of Hockey - 2006 Silbermedaille bei den Olympischen Winterspielen - 2007 Silbermedaille bei der Weltmeisterschaft - 2010 Bronzemedaille bei den Olympischen Winterspielen |

## Karrierestatistik

### International
Vertrat Finnland bei:
| - U18-Junioren-Europameisterschaft 1990 - U20-Junioren-Weltmeisterschaft 1991 - U18-Junioren-Europameisterschaft 1991 - U20-Junioren-Weltmeisterschaft 1992 - Weltmeisterschaft 1992 - U20-Junioren-Weltmeisterschaft 1993 - Olympischen Winterspielen 1994 - Weltmeisterschaft 1994 | - Weltmeisterschaft 1995 - World Cup of Hockey 1996 - Olympischen Winterspielen 1998 - Olympischen Winterspielen 2002 - World Cup of Hockey 2004 - Olympischen Winterspielen 2006 - Weltmeisterschaft 2007 - Olympischen Winterspielen 2010 |

(Legende zur Spielerstatistik: Sp oder GP = absolvierte Spiele; T oder G = erzielte Tore; V oder A = erzielte Assists; Pkt oder Pts = erzielte Scorerpunkte; SM oder PIM = erhaltene Strafminuten; +/− = Plus/Minus-Bilanz; PP = erzielte Überzahltore; SH = erzielte Unterzahltore; GW = erzielte Siegtore; 1 Play-downs/Relegation; Kursiv: Statistik nicht vollständig)